# Alfonso Rueda
Alfonso Rueda Valenzuela (/alˈfõnso ˈrweða balɛ̃nˈθwela/), né le 8 juillet 1968 à Pontevedra, est un homme politique espagnol, membre du Parti populaire (PP). Il est président de la Junte de Galice depuis 2022.
Il est secrétaire général du Parti populaire de Galice (PPdeG) entre 2006 et 2016. Il devient en 2009 député de Pontevedra au Parlement de Galice et membre du gouvernement autonome galicien comme conseiller à la Présidence. Il prend à partir de 2012 le titre de vice-président de la Junte de Galice, puis premier vice-président à compter de 2020. À partie de 2016, il préside le PP de la province de Pontevedra.
Il est élu en mai 2022 président de la Junte et du PP de Galice en remplacement d'Alberto Núñez Feijóo, entré sur la scène politique nationale comme président du Parti populaire. Les conséquences des élections municipales de 2023 lui permettent de renforcer son contrôle sur les appareils provinciaux du PP.
Lors des élections régionales de 2024, il confirme la majorité absolue du PP, ce qui lui permet d'entamer un deuxième mandat de chef du gouvernement territorial.

## Jeunesse et formation
Alfonso Rueda Valenzuela naît à Pontevedra le 8 juillet 1968. 
Il dispose d'une licence en droit à l'université de Saint-Jacques-de-Compostelle. Fonctionnaire territorial, il est secrétaire de mairie au sein des administrations communales de Cervantes, A Cañiza et Cambados, puis secrétaire-vérificateur de la comarque de Paradanta.
Il devient en 2000 directeur général de l'Administration locale de la Junte de Galice, sous la présidence de Manuel Fraga.

## Parcours politique

### Ascension
En 1993, Alfonso Rueda est élu secrétaire général des Nouvelles générations du Parti populaire (NNGG) de la province de Pontevedra. Il est nommé treize ans plus tard secrétaire général du Parti populaire de Galice (PPdeG), présidé par Alberto Núñez Feijóo.
Lors des élections parlementaires du 1er mars 2009, il devient député de la province de Pontevedra.

### Conseiller de la Junte de Galice
Alfonso Rueda est désigné le 20 avril suivant conseiller à la Présidence, aux Administrations publiques et à la Justice par le nouveau chef du gouvernement territorial, Alberto Núñez Feijóo.
À la suite des élections de 2012, il est conforté dans ses responsabilités et prend le titre de vice-président de la Junte. Le 13 mars 2016, il est porté à la présidence du PP provincial de Pontevedra avec plus de 97 % des suffrages exprimés, étant remplacé six semaines plus tard par Miguel Tellado au secrétariat général du PPdeG.
Lors de la formation du quatrième gouvernement Feijóo en septembre 2020, il prend le poste de conseiller à la Présidence, à la Justice et au Tourisme et devient premier vice-président de l'exécutif, le conseiller aux Finances Francisco Conde bénéficiant de la création d'une seconde vice-présidence. Avec Rosa Quintana (es), ils sont les deux seuls conseillers à siéger au gouvernement galicien depuis l'accession de Feijóo au pouvoir, en 2009.
Après qu'Alberto Núñez Feijóo a été élu président national du Parti populaire en mars 2022, Alfonso Rueda est perçu comme le principal candidat à sa succession en Galice.

### Président de la Junte

#### Premier mandat
Le 2 mai, trois jours après la démission d'Alberto Núñez Feijóo, le président du Parlement de Galice Miguel Ángel Santalices indique qu'il propose la candidature d'Alfonso Rueda à la présidence de la Junte, ayant constaté qu'il dispose du plus grand nombre de soutiens parmi les parlementaires, et qu'il convoque le débat pour son investiture les 10 et 12 mai. Il obtient le 12 mai la confiance des députés par 41 voix pour et 33 contre.
Il prête serment deux jours après son investiture devant environ 500 personnes, dont la ministre du Travail Yolanda Díaz, qui représente le gouvernement espagnol, l'ancien président du gouvernement Mariano Rajoy, ses prédécesseurs Alberto Núñez Feijoo et Fernando González Laxe et les présidents de la communauté de Madrid Isabel Díaz Ayuso, de la région de Murcie Fernando López Miras et de Castille-et-León Alfonso Fernández Mañueco. Le 16 mai, il forme son premier gouvernement, qui compte plusieurs changements de dénomination des portefeuilles, la nomination de Diego Calvo (es) aux fonctions précédemment que lui-même exerçait, la promotion de Francisco Conde (es) comme premier vice-président, et la reconduction de la totalité des conseillers sortants.
En raison de la candidature de Francisco Conde et Rosa Quintana (es) aux élections générales anticipées du 23 juillet 2023, Rueda procède à un remaniement gouvernemental, qu'il dévoile 13 juin. Il promeut Diego Calvo premier vice-président et Ángeles Vázquez (es) seconde vice-présidente, nomme María Jesús Lorenzana (gl), précédemment conseillère à l'Emploi, comme conseillère à l'Économie à la suite de Francisco Conde. Celle-ci est donc remplacée par Elena Rivo, universitaire, tandis que l'ancien maire de Cervo, Alfonso Villares (gl), prend la succession de Rosa Quintana comme conseiller à la Mer. Les membres mutés ou nommés au sein de l'exécutif sont assermentés et entrent en fonction deux jours plus tard.

#### Président du PP de Galice
Alfonso Rueda présente le 22 avril 2022 sa candidature à la présidence Parti populaire de Galice de Galice, dans la perspective du congrès extraordinaire convoqué les 21 et 22 mai suivants, après s'être assuré du soutien des trois autres présidents provinciaux du parti. Après avoir recueilli les parrainages de plus de 7 000 adhérents, il est proclamé le 29 avril seul candidat en lice pour la direction galicienne du PP, et le comité d'organisation annule la tenue des primaires, qu'il juge inutiles compte tenu des circonstances. Lors du congrès, il est élu le 22 mai président du PPdeG avec 97,2 % des voix, succédant là encore à Alberto Núñez Feijóo.
Selon le journal El Confidencial, la séquence des élections municipales du 28 mai 2023 permet à Alfonso Rueda de consolider son pouvoir en interne du PPdeG, accumulant plus d'influence qu'Alberto Núñez Feijóo ou même Manuel Fraga. Il parvient, par un concours de circonstances, à éjecter José Manuel Baltar de la présidence de la députation provinciale d'Ourense, mettant un terme à trois décennies de pouvoir des Baltar, père et fils, dans la province. Il impose comme successeur un de ses très proches, Luis Menor, et évite ainsi que Baltar ne continue à gouverner à distance, en qualité de président provincial du PP. Dans la province de Pontevedra, avec le gain inattendu de la députation provinciale, les élus locaux poussent la candidature de Luis López à la direction de l'institution. Celui-ci se trouve être le président provincial du parti, choisi comme successeur par Rueda, qui le considère comme un homme de confiance.

#### Deuxième mandat
Le 21 décembre 2023, Alfonso Rueda organise une réunion extraordinaire du conseil de gouvernement. À l'issue de la rencontre, il annonce qu'il convoque les prochaines élections régionales au 18 février 2024, bien que le terme naturel de la législature lui permette d'attendre jusqu'en juillet. Sa décision intervient deux jours après l'adoption de la loi de finances pour 2024.
Au cours du scrutin, le Parti populaire remporte sa cinquième majorité absolue consécutive avec 40 députés sur 75, soit deux de moins qu'en 2020. Ce résultat garantit le maintien au pouvoir d'Alfonso Rueda. Proposé le 2 avril suivant comme candidat à l'investiture par le président du Parlement Miguel Ángel Santalices, il l'emporte le 11 avril par 40 voix pour, 34 voix contre et 1 abstention, seul le Parti populaire lui accordant sa confiance. Il prête serment deux jours plus tard dans un parc de Saint-Jacques-de-Compostelle, en présence notamment du ministre des Transports Óscar Puente, des présidents d'Aragon Jorge Azcón, des Asturies Adrián Barbón, de Castille-et-León Alfonso Fernández Mañueco, de la région de Murcie Fernando López Miras, de ses prédécesseurs Fernando González Laxe, Emilio Pérez Touriño et Alberto Núñez Feijóo.
Il annonce le 14 avril 2024 la composition de son deuxième gouvernement. Revenant au modèle existant entre 2009 et 2012, il supprime les deux postes de vice-président, rétrogradant leurs titulaires au rang de conseillers. Cette suppression empêche l'émergence évidente d'un « dauphin », comme ce fut le cas pour Alfonso Rueda en 2012, à l'époque d'Alberto Núñez Feijóo. Quatre nouvelles personnalités intègrent l'exécutif, dont deux maires, et un conseiller change d'affectation tandis que la conseillère à l'Emploi Elena Rivo López (gl), nommée lors du remaniement de juin 2023, n'est pas reconduite, ce qui génère une certaine surprise. Avec la création du département de la Culture, de la Langue et de la Jeunesse, douze départements structurent désormais l'exécutif galicien, les compétences entre eux connaissant une nouvelle répartition. Le nouvel exécutif est assermenté le lendemain.